# Shahrestān di Dashti
Lo shahrestān di Dashti (farsi شهرستان دشتی) è uno dei 10 shahrestān della provincia di Bushehr, in Iran. Il capoluogo è Khvormuj. È suddiviso in 3 circoscrizioni (bakhsh): 
- Centrale (بخش مرکزی)
- Shonbeh (بخش شنبه و طسوج)
- Kaki (بخش کاکی)

Lo shahrestān di Dashti si affaccia sul Golfo Persico per un breve tratto di costa di soli 25 km. Ha un clima prevalentemente arido o semiarido. Il punto più alto dello shahrestān è il monte Beyrami (1.950 m).
Vengono estratti: petrolio, gas naturale e calce. Le coltivazioni comprendono: grano, pomodori, mais ed altri cereali. C'è un'industria locale di produzione di miele.